# منتخب السنغال لكرة السلة
منتخب السنغال الوطني لكرة السلة (بالفرنسية: Équipe du Sénégal de basket-ball)‏ هو ممثل السنغال الرسمي في المنافسات الدولية في كرة السلة .